# Magistrato (Repubblica di Venezia)
Nell'antica Repubblica di Venezia il termine Magistrato oltre a designare con il generico significato gli uffici pubblici ed i loro titolari, designava nello specifico alcune magistrature dello Stato di particolare importanza.

## Elenco e caratteristiche dei Magistrati

Bistort, Magistrato alle pompe nella Republica di Venezia, 1912

Gli uffici designati come Magistrato costituivano generalmente le principali branche dell'amministrazione statale e spesso operavano come un insieme coordinato di magistrature minori, che in tal modo potevano essere indicate con un nome collettivo. I magistrati, interamente formati da patrizi, si potevano quindi comporre di collegi di senatori, di funzionari di alto rango portanti il titolo di Savi, o di altri funzionari con i generici titoli di Sopraprovveditori, Provveditori o Deputati o con altre più particolari denominazioni.
Per l'uso invalso all'interno del sistema di governo della Repubblica di far ricoprire più incarichi contemporaneamente ad un medesimo patrizio, all'interno dell'organizzazione statale, vigeva tra le magistrature una particolare gerarchia che consentisse di determinare in caso un patrizio si fosse trovato a dover partecipare nello stesso momento ai lavori di più uffici, quale dovesse avere la priorità. Si diceva pertanto magistrato che leva la magistratura che avesse avuto il potere di richiamare (levare, cioè "togliere") un patrizio da un altro ufficio per trasferirlo al proprio, mentre il magistrato che leva de leva era invece una magistratura ancora superiore che avesse potuto richiamare un patrizio da una magistratura de leva.

### Magistrati amministrativi
Nel corso del tempo vennero creati i seguenti organi di amministrazione:
- il Magistrato alle Acque, responsabile della regolamentazione idraulica della laguna di Venezia, si componeva di tre Savi esecutori, di un Collegio di senatori, di tre Esecutori aggiunti e di un Inquisitore aggiunto;
- il Magistrato alle Fortezze, responsabile delle fortificazioni militari, composto dai Provveditori alle Fortezze;
- il Magistrato della Milizia da Mar, responsabile della fanteria oltremarina, composto da tre Presidenti alla Milizia da Mar, da un Collegio della Milizia da Mar, dai Provveditori all'Ufficio dell'Armar, dai Patroni all'Arsenal, dai Provveditori alli Biscotti e dai Provveditori sopra l'Artiglieria;
- il Magistrato alle Miniere, composto dai Deputati o Provveditori sopra le Miniere;
- il Magistrato al Sal, composto dai Provveditori al Sal o Salinieri del Mare;
- il Magistrato sopra i Conti, responsabile della verifica contabile, composto dai Provveditori sopra Conti;
- il Magistrato alla Legna e ai Boschi, responsabile dell'approvvigionamento di legname, composto da Sopraprovveditori e Provveditori ai Boschi alla Legna e ai Boschi;
- il Magistrato ai Monasteri, responsabile della sorveglianza sui monasteri, composto dai Provveditori sopra Monasteri;
- il Magistrato agli Ospitali, responsabile della sorveglianza sugli ospedali, composto dai Provveditori sopra Ospitali e Luoghi Pii;
- il Magistrato alla Sanità, responsabile della salute pubblica, composto da Sopraprovveditori e Provveditori sopra la Sanità.

### Altri Magistrati
Ci si riferiva talvolta con il nome di Magistrato anche ad alcuni uffici giudiziari con funzione di tribunali:
- gli Officiali alle Cazude;
- i Giudici al forestier;
- i Giudici del Piovego;
- i Giudici dell'esaminador;
- i Giudici di petizion.